# Torneo femenino de fútbol en los Juegos Bolivarianos de 2013
El torneo femenino de fútbol fue una de las disciplinas deportivas en los XVI Juegos Bolivarianos de 2013. Comenzó el 17 de noviembre y culminó el 25 de noviembre de 2013. A partir de esta edición, los participantes fueron las selecciones femeninas de categoría Sub-20.

## Sede
El Estadio Elías Aguirre fue propuesto como escenario para la competición de fútbol femenino. La competición se realizó en el Colegio San José.
| Chiclayo         |
| ---------------- |
| Colegio San José |
|                  |

## Equipos participantes
| Equipos participantes | Equipos participantes | Equipos participantes | Equipos participantes |
| --------------------- | --------------------- | --------------------- | --------------------- |
| Bolivia               | Chile                 | Colombia              | Ecuador               |
| Guatemala             | Perú                  | República Dominicana  | Venezuela             |

## Grupos

### Grupo A
| Equipo               | Pts | PJ | PG | PE | PP | GF | GC | Dif |
| -------------------- | --- | -- | -- | -- | -- | -- | -- | --- |
| Bolivia              | 9   | 3  | 3  | 0  | 0  | 4  | 1  | +3  |
| Ecuador              | 4   | 3  | 1  | 1  | 1  | 3  | 2  | +1  |
| Perú                 | 4   | 3  | 1  | 1  | 1  | 3  | 3  | 0   |
| República Dominicana | 0   | 3  | 0  | 0  | 3  | 2  | 6  | –4  |

| 17 de noviembre de 2013, 8:00 | Bolivia      | 1:0 (0:0) | Ecuador | Colegio San José, Chiclayo                         |                                                    |
|                               | Gómez 45+12' | Reporte   |         | Asistencia: 200 espectadores Árbitra: Olga Miranda | Asistencia: 200 espectadores Árbitra: Olga Miranda |

| 17 de noviembre de 2013, 10:00 | Perú                   | 2:1 (1:1) | República Dominicana         | Colegio San José, Chiclayo                           |                                                      |
|                                | Neira 5' · Cisnero 66' | Reporte   | 13' Caroline Medina Hamilton | Asistencia: 600 espectadores Árbitra: Jeymi Martínez | Asistencia: 600 espectadores Árbitra: Jeymi Martínez |

| 19 de noviembre de 2013, 10:00 | Bolivia                  | 2:1 (2:0) | República Dominicana | Colegio San José, Chiclayo                           |                                                      |
|                                | Méndez 4' · Cardenas 22' | Reporte   | 50' Núñez            | Asistencia: 200 espectadores Árbitra: Jeymi Martínez | Asistencia: 200 espectadores Árbitra: Jeymi Martínez |

| 19 de noviembre de 2013, 10:00 | Perú          | 1:1 (0:0) | Ecuador  | Colegio San José, Chiclayo                            |                                                       |
|                                | Quesada 90+3' | Reporte   | 72' Vera | Asistencia: 1000 espectadores Árbitra: Yersina Correa | Asistencia: 1000 espectadores Árbitra: Yersina Correa |

| 21 de noviembre de 2013, 8:00 | República Dominicana | 0:2 (0:0) | Ecuador       | Colegio San José, Chiclayo                           |                                                      |
|                               |                      | Reporte   | 51' 66' Ponce | Asistencia: 100 espectadores Árbitra: Yersina Correa | Asistencia: 100 espectadores Árbitra: Yersina Correa |

| 21 de noviembre de 2013, 10:00 | Perú | 0:1 (0:0) | Bolivia   | Colegio San José, Chiclayo                         |                                                    |
|                                |      | Reporte   | 85' Eguez | Asistencia: 600 espectadores Árbitra: Olga Miranda | Asistencia: 600 espectadores Árbitra: Olga Miranda |

### Grupo B
| Equipo    | Pts | PJ | PG | PE | PP | GF | GC | Dif |
| --------- | --- | -- | -- | -- | -- | -- | -- | --- |
| Colombia  | 7   | 3  | 2  | 1  | 0  | 7  | 3  | +4  |
| Venezuela | 6   | 3  | 2  | 0  | 1  | 11 | 5  | +6  |
| Chile     | 4   | 3  | 1  | 1  | 1  | 5  | 9  | –4  |
| Guatemala | 0   | 3  | 0  | 0  | 3  | 3  | 9  | –6  |

| 17 de noviembre de 2013, 14:00 | Chile       | 2:2 (2:0) | Colombia                  | Colegio San José, Chiclayo                           |                                                      |
|                                | Roa 17' 37' | Reporte   | 55' Castillo · 85' Rincón | Asistencia: 100 espectadores Árbitra: Susena Corella | Asistencia: 100 espectadores Árbitra: Susena Corella |

| 17 de noviembre de 2013, 16:00 | Guatemala                 | 2:4 (0:3) | Venezuela                                           | Colegio San José, Chiclayo                           |                                                      |
|                                | Herrera 55' · Ventura 85' | Reporte   | 13' Roa · 16' Villamizar · 38' Moreno · 87' Basenta | Asistencia: 800 espectadores Árbitra: Melany Bermejo | Asistencia: 800 espectadores Árbitra: Melany Bermejo |

| 19 de noviembre de 2013, 14:00 | Guatemala | 0:3 (0:1) | Colombia                      | Colegio San José, Chiclayo                         |                                                    |
|                                |           | Reporte   | 23' Castillo · 64' 85' Rincón | Asistencia: 700 espectadores Árbitra: Silvia Reyes | Asistencia: 700 espectadores Árbitra: Silvia Reyes |

| 19 de noviembre de 2013, 16:00 | Chile        | 1:6 (1:2) | Venezuela                                                        | Colegio San José, Chiclayo                           |                                                      |
|                                | Valencia 30' | Reporte   | 7' 78' 81' Castellanos · 35' Zambrano · 60' Basenta · 73' Peraza | Asistencia: 300 espectadores Árbitra: Susena Corella | Asistencia: 300 espectadores Árbitra: Susena Corella |

| 21 de noviembre de 2013, 14:00 | Chile                         | 2:1 (2:1) | Guatemala     | Colegio San José, Chiclayo                           |                                                      |
|                                | Hartard 4' · Araya 39' (pen.) | Reporte   | 37' Solorzana | Asistencia: 300 espectadores Árbitra: Melany Bermejo | Asistencia: 300 espectadores Árbitra: Melany Bermejo |

| 21 de noviembre de 2013, 16:00 | Colombia                    | 2:1 (1:1) | Venezuela     | Colegio San José, Chiclayo                           |                                                      |
|                                | González 11' · Granados 47' | Reporte   | 6' Villamizar | Asistencia: 500 espectadores Árbitra: Susena Corella | Asistencia: 500 espectadores Árbitra: Susena Corella |

## Fase final
|  | Semifinales             | Semifinales             |       |                 | Final                   | Final                   |  |
|  | 23 de noviembre de 2013 | 23 de noviembre de 2013 |       |                 | 25 de noviembre de 2013 | 25 de noviembre de 2013 |  |
|  |                         |                         |       |                 |                         |                         |  |
|  | 23 de noviembre de 2013 |                         |       |                 |                         |                         |  |
|  | Colombia                | 2                       |       |                 |                         |                         |  |
|  | Ecuador                 | 0                       |       |                 |                         |                         |  |
|  |                         |                         |       |                 |                         |                         |  |
|  |                         |                         |       |                 | 25 de noviembre de 2013 |                         |  |
|  |                         |                         |       |                 | Colombia                | 2 (5)                   |  |
|  |                         | Venezuela               | 2 (4) |                 |                         |                         |  |
|  |                         |                         |       |                 |                         |                         |  |
|  |                         |                         |       |                 |                         |                         |  |
|  |                         |                         |       |                 | Tercer lugar            |                         |  |
|  | 23 de noviembre de 2013 | 23 de noviembre de 2013 |       | 25 de noviembre | 25 de noviembre         |                         |  |
|  | Bolivia                 | 2                       |       | Ecuador         | 1 (1)                   |                         |  |
|  | Venezuela               | 3                       |       |                 | Bolivia                 | 1 (3)                   |  |

### Semifinales
| 23 de noviembre de 2013 8:00 | Colombia                 | 2:0 (1:0) | Ecuador | Colegio San José, Chiclayo                         |                                                    |
|                              | Castillo 3' · Cepeda 87' | Reporte   |         | Asistencia: 200 espectadores Árbitra: Silvia Reyes | Asistencia: 200 espectadores Árbitra: Silvia Reyes |

| 23 de noviembre de 2013 10:00 | Bolivia       | 2:3 (2:0) | Venezuela                         | Colegio San José, Chiclayo                           |                                                      |
|                               | Ortiz 12' 36' | Reporte   | 60' 62' Rodríguez · 78' Rodríguez | Asistencia: 400 espectadores Árbitra: Melany Bermejo | Asistencia: 400 espectadores Árbitra: Melany Bermejo |

### Tercer lugar
| 25 de noviembre de 2013, 8:00 | Ecuador                       | 1:1 (1:1) (1:3 p.)         | Bolivia                 | Colegio San José, Chiclayo                           |                                                      |
|                               | Montero 2'                    | Reporte                    | 38' Vera                | Asistencia: 300 espectadores Árbitra: Melany Bermejo | Asistencia: 300 espectadores Árbitra: Melany Bermejo |
|                               |                               | Tiros desde el punto penal |                         |                                                      |                                                      |
|                               | Ponce · Ochoa · Angulo · Jean |                            | Ortiz · Méndez · Rivera |                                                      |                                                      |

### Final
| 25 de noviembre de 2013, 10:00 | Colombia                                        | 2:2 (0:0) (5:4 p.)         | Venezuela                                           | Colegio San José, Chiclayo                         |                                                    |
|                                | González 68' · Peña 86'                         | Reporte                    | 82' Rodríguez · 88' Zambrano                        | Asistencia: 500 espectadores Árbitra: Olga Miranda | Asistencia: 500 espectadores Árbitra: Olga Miranda |
|                                |                                                 | Tiros desde el punto penal |                                                     |                                                    |                                                    |
|                                | Rincón · Clavijo · Castillo · Arbeláez · Santos |                            | Zambrano · Rodríguez · Villamizar · Moreno · Peraza |                                                    |                                                    |

|                             |
| Bandera de Colombia         |
| Campeón Colombia 2.º título |

## Medallero
| Evento          | Oro      | Plata     | Bronce  |
| --------------- | -------- | --------- | ------- |
| Fútbol femenino | Colombia | Venezuela | Bolivia |